# 国际信用保险和保证协会
国际信用保险和保证协会 (英語：International Credit Insurance & Surety Association, ICISA) 是全球首位贸易信用保险协会。 协会在瑞士苏黎世注册成立，根据瑞士民法典第六十条。 秘书处设在荷兰阿姆斯特丹.

## 历史
成立于1928年4月，国际信用保险和保证协会成员囊括了世界上超过95%的私人信用保险业务。2012年拥有48位成员，其成员发行价值超过2万亿美元的贸易。一般通过确保本地销售和出口产生的支付风险或为合同履行提供担保来促进贸易。其成员定期开会，并从交流信息和专业知识中受益。
协会在与成员相关的问题和主题上具有倡导和媒体关系组织的作用。 就一些贸易信贷保险和担保债券行业的有关问题可以向国际社会提供咨询。

### 创始成员
- Cobac of 比利时 (现属于裕利安怡)
- Crédito y Caución (现属于安卓信用保险)
- Eidgenössische of 瑞士 (现属于温特图尔)
- Hermes of 德国 (现属于裕利安怡)
- NCM of the 荷兰 (现属于安卓信用保险)
- SFAC of 法国 (现属于裕利安怡)
- SIAC of 意大利 (现属于裕利安怡)
- Trade Indemnity of the 英国 (现属于裕利安怡).